# الابن المنبوذ (مسرحية)
الابن المنبوذ أو ابن لا أحد (بالفرنسية:Fils de personne) هي مسرحية درامية من أربعة فصول كتبها هنري دي مونترلان ، والتي نشرت في عام 1943 . تم عرض المسرحية لأول مرة في مسرح سان جورج بباريس في 18 ديسمبر 1943 في عرض قام به بيير دوكس.

## القصة
تقع أحداث المسرحية في مدينة كان في شتاء 1941-1942، تدور أحداث الفصل الأول في أواخر أكتوبر 1941، والفصل الثاني في أواخر نوفمبر، والثالث في أوائل يناير 1942، والرابع في أوائل إبريل.. تقع أحداث المسرحية بعد أن وجد جورج كاريون المحامي البالغ من العمر ثلاثة وأربعين عامًا ماري ساندوفال عشيقته في أيام الشباب، وابنه غير الشرعي منها البالغ من العمر أربعة عشر عامًا (جيل)، هذا الابن الذي يسميه الجميع جيلو، والذي نسيه جورج لأكثر من اثني عشر عاما حتى عام 1939 قبيل اندلاع الحرب بأشهر عندما وجده مع أمه بالصدفة في الميترو بباريس.
يحاول جورج تحقيق آمال الأبوة في جيلو. بعد اندلاع الحرب انخرط جورج فيها ثم أسر من قبل الألمان وهرب بعد ذلك في فترة احتلال باريس إلى المناطق الحرة واستقر في مارسيليا. بحث عن ماري وجيلو حتى وجدهما واستأجر لهما فيلا في مدينة كان.
يبدأ أمل جورج يخيب في جيلو فهو لا يستطيع أن يجعل منه ما يريد. يصبح جورج أمام خيار مؤلم يجب عليه الاختيار فيه بين إبقاء جيلو معه في المنطقة الحرة من فرنسا على الرغم من المسافة التي تفصل بينهما أو تركه مع والدته المتجهة إلى مدينة لو هافر في المنطقة المحتلة للقاء حبيبها وأهلها.
بين هذا الأب الذي يتخلى عن ولده أو والدته التي تدعوها المصالح العاطفية للسفر إلى مكان آخر يصبح الطفل وحيدًا و  "ابن لا أحد" .

## عروضها الأولى
- مسرح سان جورج، ديسمبر 1943 ، مع هنري رولان (كاريون) ، وميشيل فرانسوا (جيل) ، وسوزان دانتيس (ماري)
- مسرح Hébertot ، ديسمبر 1948 ، مع ألين دورتال (كاريون) وكلود ديديو (جيل) وسوزيت ماس (ماري)
- مسرح Mathurins ، سبتمبر 1963 ، مع فرناند جرافي (جورج) ، جيرار ريو (جيل) ، أرليت ميري (ماري)
- تمثيل على التلفزيون، 1969 ، في إنتاج لجان فيرنييه